# Háromhuta
Háromhuta ist eine Gemeinde im Kreis Sárospatak im Komitat Borsod-Abaúj-Zemplén.

## Geografische Lage
Háromhuta liegt in Nordungarn, 55 Kilometer nordöstlich des Komitatssitzes Miskolc und 13 Kilometer nordwestlich der Kreisstadt Sárospatak, an den Flüssen Huta-völgyi-patak und Tolcsva-patak. Nachbargemeinden sind Erdőhorváti, Komlóska und Regéc.

## Geschichte
Im Jahr 1913 gab es in der damaligen Kleingemeinde 150 Häuser und 854 Einwohner auf einer Fläche von 6577 Katastraljochen. Sie gehörte zu dieser Zeit zum Bezirk Tokaj im Komitat Zemplén.

## Sehenswürdigkeiten
- Römisch-katholische Kirche Szent Anna, erbaut 1870, restauriert 2010